# Mind Games
Mind Games är ett album av John Lennon, inspelat under perioden juli-augusti 1973 och utgivet i USA den 29 oktober 1973 och 16 november 1973 i Storbritannien.
Samtliga låtar på skivan är skrivna av John Lennon. "Nutopian International Anthem", som inte är någon låt utan 3 sekunders tystnad, har makarna John Lennon/Yoko Ono som upphovsmän. Den 29 oktober 1973 släpptes titellåten "Mind Games" som singel i USA med "Meat City" som B-sida. Singeln släpptes i Europa den 16 november 1973. Under inspelningssessionen av albumet spelade Lennon även in låten "Rock & Roll People" som postumt kom att ges ut 1986 på albumet Menlove Ave.

## Låtlista
Sida A
1. "Mind Games" - 4:13
2. "Tight A$" - 3:37
3. "Aisumasen (I'm Sorry)" - 4:44
4. "One Day (at a Time)" - 3:09
5. "Bring on the Lucie (Freda Peeple)" - 4:12
6. "Nutopian International Anthem" - 0:03

Sida B
1. "Intuition" - 3:11
2. "Out the Blue" - 3:23
3. "Only People" - 3:23
4. "I Know (I Know)" - 3:49
5. "You Are Here" - 4:08
6. "Meat City" - 2:45

Bonuslåtar (demoversioner) från CD-utgåvan 2002
1. "Aisumasen (I'm Sorry)" - 3:36
2. "Bring on the Lucie (Freda Peeple)" - 1:02
3. "Meat City" - 2:37

## Listplaceringar
| Lista (1973-1974) | Position             |
| ----------------- | -------------------- |
| Australien        | 6 (Go Set)           |
| Danmark           | 8 (DR "Top 20")      |
| Japan             | 6 (Oricon)           |
| Kanada            | 28 (RPM)             |
| Nederländerna     | 7                    |
| Norge             | 7 (VG-lista)         |
| Storbritannien    | 13 (UK Albums Chart) |
| Sverige           | 13 (Kvällstoppen)    |
| USA               | 9 (Billboard 200)    |